# Фундоя
Фундоя — річка у Сторожинецькому районі Чернівецької області. Права притока Малого Серету (басейн Дунаю).

## Опис
Довжина річки приблизно 14 км. Формується зі струмків Дунавець, Багна, Цирлигата та багатьох інших безіменних струмків.

## Розташування
Бере початок на північно-західній стороні від села Стара Красношора. Спочатку тече на північний схід, а на східній околиці села Банилів-Підгірний повертає на південний схід. Біля села Череш впадає у річку Малий Серет, праву притоку Серету.